# Al-Quds-Universität
Die al-Quds-Universität (arabisch جامعة القدس, DMG Ǧāmiʿat al-Quds) ist eine palästinensische Universität mit Standorten in und um Jerusalem. Sie ist die einzige arabische Universität in Jerusalem.

## Überblick
Sie wurde 1984 als loser Zusammenschluss von vier dislozierten Hoch- und Berufsschulen gegründet. Präsident war von 1995 bis 2014 der Politiker und Philosophieprofessor Sari Nusseibeh. Er machte aus den Kollegs an vier zwischen 1978 und 1982 gegründeten Standorten in Ostjerusalem (Kunst, islamische Archäologie), Abu Dis (Technologie), al-Bireh (Schwesternschule) und Beit Hanina (Theologie) eine einheitliche Universität mit den Fakultäten Kunst, Zahnheilkunde, Technik, Islamische Theologie, Medizin, Pharmazie, Jura und Gesundheitswesen.

### Politik
Da Nusseibeh für eine friedliche Lösung des Nahost-Konflikts eintritt, duldete er auch keine gewalttätigen Aktionen seiner Studenten oder radikal-islamische Einflussnahme auf das Campusleben.  Die Universität betreibt in al-Bireh den Bildungsfernsehsender al-Quds Educational TV, der es 1997 erstmals wagte, die Misswirtschaft der Palästinensischen Autonomiebehörde unter Jassir Arafat zu kritisieren. Im Sommer werden auch Kurse für Gäste angeboten, in denen Arabisch oder palästinensische Geschichte gelehrt wird.

## Geschichte

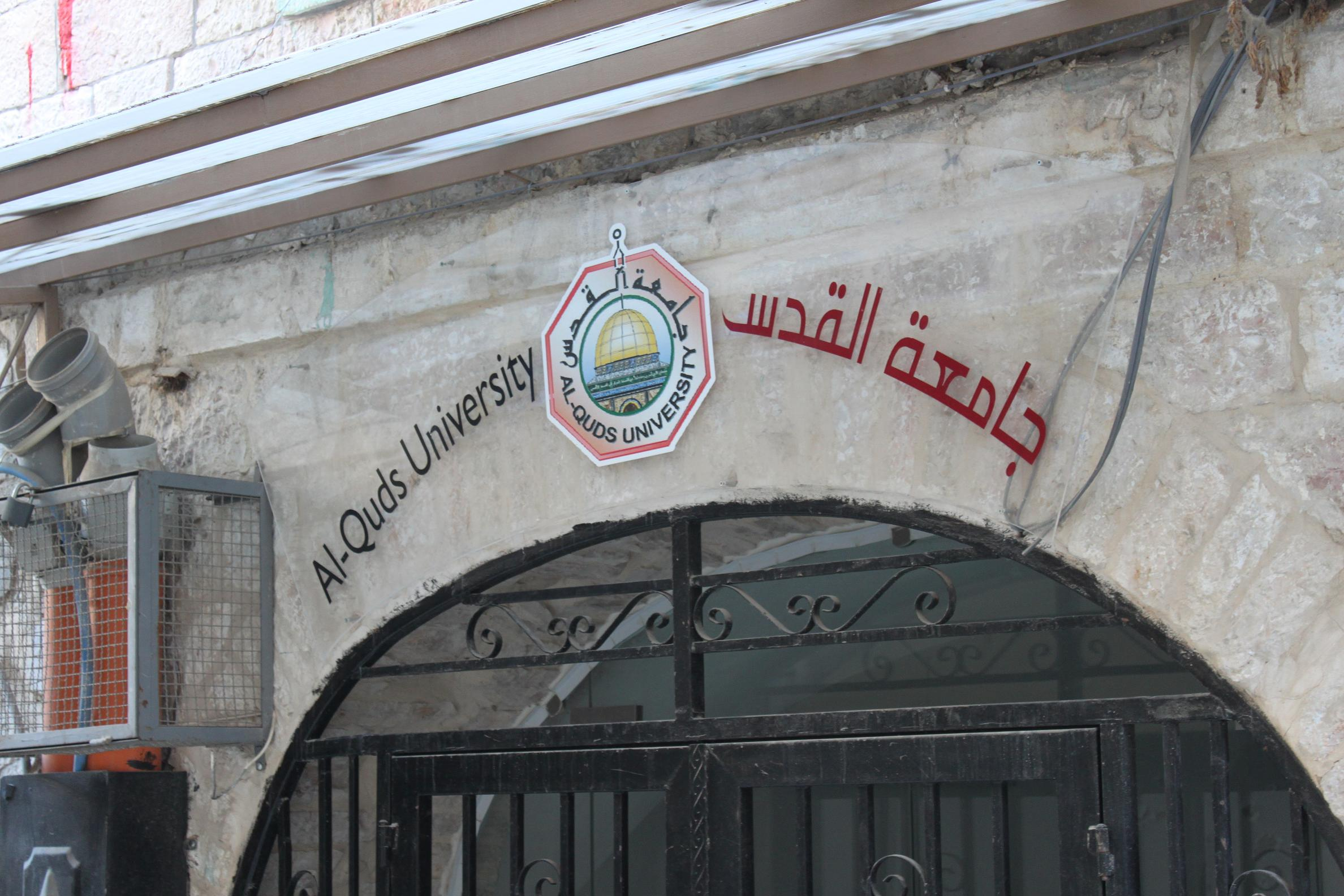
Schriftzug der Universität

Während andere palästinensische Universitäten in den 1970er-Jahren entstehen konnten, war eine solche in Jerusalem nicht erwünscht. Obwohl sich der größte Teil der Gebäude inzwischen außerhalb der Stadtgrenzen befindet, wurde das Hauptbüro in Ostjerusalem belassen. Es gab mehrere Versuche, die Universität mit juristischen Mitteln zu schließen. Ein Angriffspunkt ist, dass die Universität in Jerusalem ohne israelische Lizenz arbeitet und dass sie eine verbotene Einrichtung der Palästinensischen Autonomiebehörde sei. Trotz oder wegen der Friedensinitiativen des Präsidenten, wurde laut Nusseibeh die Universität immer wieder Ziel von Maßnahmen der israelischen Polizei und Armee. Am 29. März 2002 wurden die Einrichtungen in al-Bireh von der israelischen Armee besetzt und schwer beschädigt. Die Schule für Gesundheitswesen wurde verwüstet und als temporäres Gefängnis verwendet. Die Einrichtung vom im selben Gebäude untergebrachten al-Quds TV wurde aus dem Fenster geworfen und zerstört.
Am 10. Juli 2002 wurde das Direktionsgebäude in Ostjerusalem mit dem Büro von Sari Nusseibeh auf Anordnung der Sicherheitsministers Uzi Landau geschlossen und Computer und Ordner konfisziert. Begründet wurde das mit „verbotenen Aktivitäten für die PLO“, weil Nusseibeh zu diesem Zeitpunkt deren Vertreter für Jerusalem war. Genau an diesem Tag befand er sich in Athen, um eine Friedensinitiative mit Ami Ajalon zu unterzeichnen. Nach internationalen Protesten musste Landau zehn Tage später die Sperre des Büros wieder aufheben. Die Daten wurden vom Inlandsgeheimdienst ausgewertet und erst später wieder retourniert. Wegen der restriktiven Kontrollen an der Grenze zu Jerusalem, ist es manchen Studenten nicht mehr möglich, ihre Fakultäten innerhalb der Stadtgrenze zu erreichen. Einige Kurse mussten daher von Beit Hanina nach Abu Dis verlegt werden.

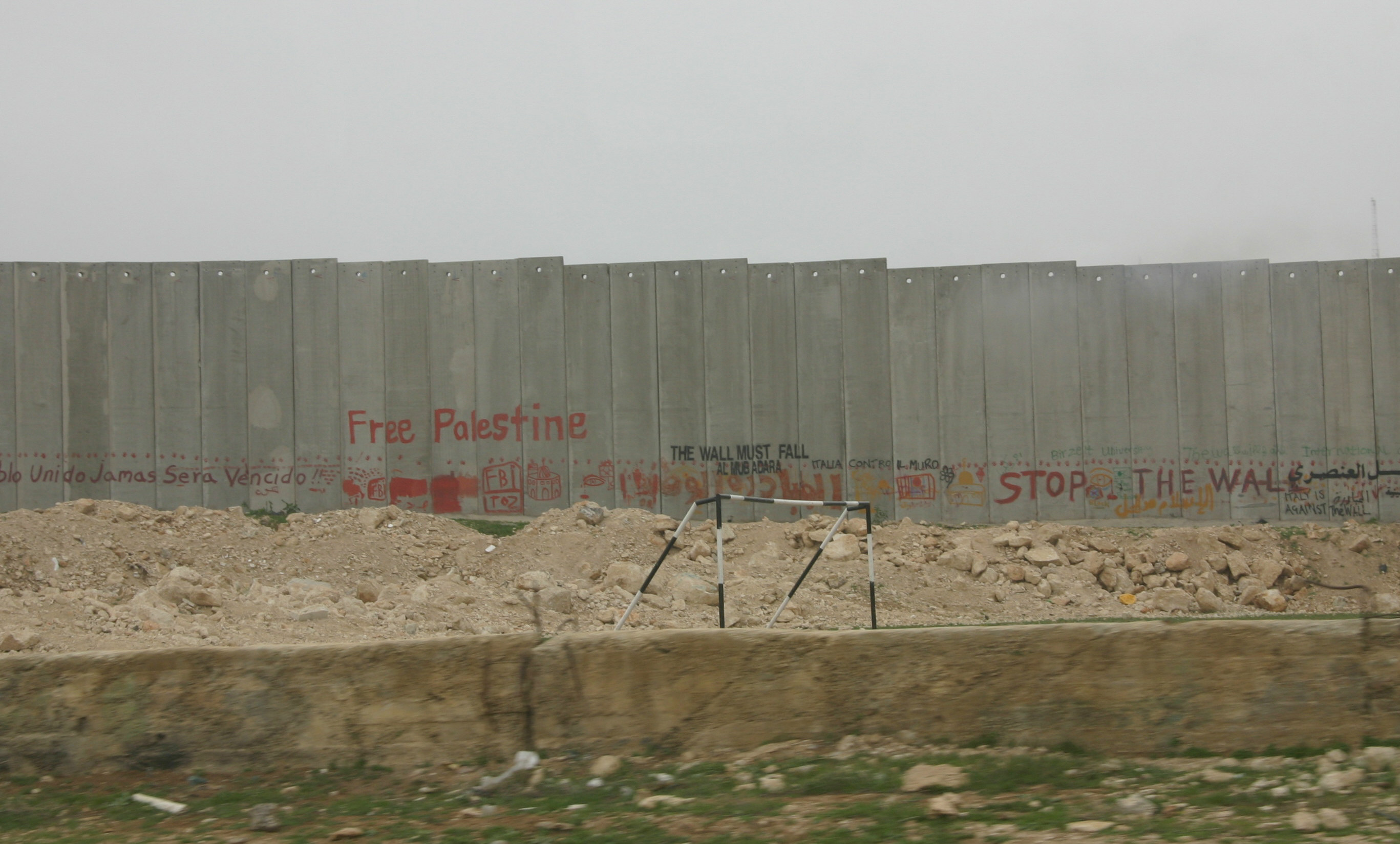
Die Mauer beim Fußballplatz (März 2006)

2003 wollte Israel seine „Schutzmauer“ mitten durch das Universitätsgelände von Abu Dis bauen. Begründet wurde dies mit der dort festgelegten Grenze zwischen Jerusalem und Abu Dis und einer dort geplanten Umfahrungsstraße. Dadurch hätte der Campus ein Drittel seiner Fläche verloren. 34 Tage mit friedlichen Protestaktionen, vor allem wegen der geplanten Teilung des Sportplatzes, führten zur Intervention der US-Außenministerin Condoleezza Rice und veranlassten Israel, die Mauer weiter westlich, aber direkt neben der Universität zu bauen. Nun ist der Sportplatz ein Teil des Campus, wenn auch hinter der 8 Meter hohen Mauer aus Beton. Sollte die Straße doch noch gebaut werden, muss die Mauer jedoch versetzt werden.
Wegen der schlechten wirtschaftlichen Lage der Palästinenser gibt es momentan Finanzierungsprobleme. Die Universität finanziert sich aus Studiengebühren und Spenden. Vielen ist es nicht möglich, höhere Beiträge zu zahlen, weshalb es immer wieder zu Problemen bei der Bezahlung der Gehälter der Angestellten kommt.
Der Ruf der medizinischen Fakultät ist einer der besten in der gesamten arabischen Welt. Seit einigen Jahren verweigert jedoch das israelische Gesundheitsministerium Absolventen der al-Quds-Universität die Teilnahme an der israelischen Zulassungsprüfung, die ausländischen Ärzten die Arbeit in Israel ermöglicht. Dies mit der Begründung, dass die Universität nicht im Ausland liegt – nicht wegen der Lage in Abu Dis, sondern wegen der Gebäude in Ostjerusalem. In Ostjerusalem herrscht aber wegen des dortigen Ärztemangels großer Bedarf an palästinensischen Ärzten.
In der Nacht vom 28. auf den 29. Februar 2012 schlossen Beamte des israelischen Kommunikationsministeriums mit Hilfe einer Razzia durch israelische Soldaten den al-Quds-Fernsehsender in al-Bireh, konfiszierten Sendeanlagen und Computer. Als Grund dafür wurden fehlende Lizenz und Verwendung unerlaubter Frequenzen angegeben.
Eine Partnerschaft mit der amerikanischen Brandeis University endete im November 2013 nach einem Skandal, als Mitglieder der Terrororganisation Islamischer Dschihad in Palästina unter der Studentenschaft auf dem Campus eine Demonstration mit Schimützen, Waffenattrappen und dem Hitlergruß abhielten und die Reaktion der Universitätsleitung als unangemessen angesehen wurde.
Als Folge trat Sari Nusseibeh im März 2014 als Präsident zurück, als offizieller Grund wurde das Erreichen des Pensionsalters von 65 Jahren angegeben. Neuer Präsident ist Imad Abu Kishek, ein Jurist, der 2011 an der Northeastern University promoviert wurde.

## Fakultäten

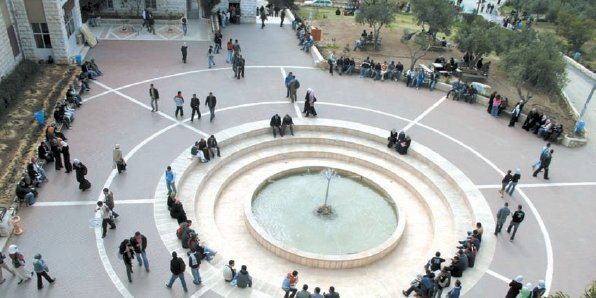
Fakultät für Wissenschaft und Technik

Die Universität besitzt folgende Fakultäten mit den angegebenen Instituten:
- Geisteswissenschaften (Arabisch, Englisch, Geschichte, Politik, Entwicklung, Sport, Kunst, Musik, Medien, Philosophie, Sozialarbeit, Angewandte Soziologie) mit dem Center for Jerusalem Studies[20] in der Jerusalemer Altstadt
- Wirtschaft (Marketing, Finanzwesen, BWL, Buchhaltung, Ökonomie)
- Wissenschaft und Technik (Informatik, Lebensmitteltechnologie, Umwelttechnik, Physik, Biologie, Mathematik, Chemie)
- Ingenieurwesen (Elektronik, Material, Kommunikation, Computer)
- Medizin
- Zahnheilkunde
- Pharmazie
- Volksgesundheit
- Gesundheitsberufe (Radiologie, Labor, Physiotherapie, Krankenpflege)
- Erziehungswesen (Methodik, Kindergartenpädagogik, Psychologie)
- Rechtswissenschaften
- Islamisches Recht und Da'wa
- Koran und Islamische Studien